# Frederic I d'Alta Lorena
Frederic I o Ferry I (v. 910/915 - 978) va ser comte de Bar i duc d'Alta Lorena. Era fill de Cunegunda i de Wigéric, comte de Bigdau, després comte palatí de Lotaríngia.
El seu matrimoni amb Beatriu de França, filla d'Hug el Gran (robertí), duc dels francs, i d'Eduvigis de Saxònia, filla de l'emperador Enric I d'Alemanya, li va aportar en dot els ingressos lorenesos de l'abadia de Saint, entre els quals l'abadia de Saint-Mihiel. Va fer construir una fortalesa a Fains, a la frontera entre el regne de França i el regne de Germània, i va intercanviar feus amb el Bisbe de Toul. És així com es va constituir a poc a poc un domini coherent que va esdevenir el Comtat de Bar.
El ducat de Lotaríngia estava llavors dirigit per l'arquebisbe Bruno de Colònia, el qual era el germà d'Otó I del Sacre Imperi Romanogermànic i d'Eduvigis de Saxònia i, per tant, l'oncle de l'esposa de Frederic. Bruno i Otó van decidir el 959 la partició de Lotaríngia en dos ducats, i llavors Frederic fou viceduc de l'Alta Lotaríngia. Uns anys més tard, el 977, Frederic va rebre el títol de Duc d'Alta Lotaríngia.
Va afavorir la reforma monàstica a Saint-Dié i a Moyenmoutier.

## Matrimoni i descendència
Es va casar el 954 amb la germana d'Hug Capet, Beatriu de França del qual va tenir:
- Enric, mort entre 972 i 978.
- Adalberó II de Metz († 1005), bisbe de Verdun i després bisbe de Metz
- Teodoric o Thierry I (962/972 - 1027), comte de Bar, duc de Lorena
- Ida, casada amb Radbot d'Altenburg va construir el castell d'Habsburg i estaria entre els ancestres de la casa d'Habsburg.[2]